# Polyrrhiza lindenii
Polyrrhiza lindenii (no s'ha de confondre amb l'"orquídia fantasma" euroasiàtica (Epipogium aphyllum)) és una planta perenne hemicriptòfita de la família de les orquídies (Orchidaceae). Anteriorment inclosa en Dendrophylax, aquesta orquídia ha estat traslladada al gènere Polyrrhiza.
Noms comuns:
A més de Ghost Orchid (orquídia fantasma), altres noms comuns són Palm Polly i White Frog Orchid.
Sinònims :
- Aeranthes lindenii (Lindl.) Rchb.f. in W. G. Walpers, Ann. Bot. Syst. 6: 902 (1864).
- Angraecum lindenii, Lindl., Gard. Chron. 1846(1): 135 (1846).
- Dendrophylax lindenii (Lindl.) Benth. exRolfe.
- Polyradicion lindenii (Lindl.) Garay, J. Arnold Arbor. 50: 467 (1969) (aquest nom encara l'utilitzen molts autors).

En la base de dades del World Checklist of Monocotyledons del Reial Jardí Botànic de Kew encara se'n considera nom acceptat el de Dendrophylax lindenii, mentre que Polyrrhiza lindenii n'és considerat una sinonímia homotípica
L'epítet "lindenii" es deu al seu descobridor, el recol·lector belga de plantes Jean J. Limitin, que va veure aquesta orquídia per primera vegada a Cuba el 1844. Més tard fou trobada als Everglades de Florida.

## Hàbitat
Aquesta orquídia és epífita, ancorada en una xarxa que forma un embull, intricat als arbres. Es troba en boscs humits i zones pantanoses a Florida, al sud-est dels Estats Units, a les Bahames i Cuba.
Se'n veié un exemplar l'estiu de 2007 al Santuari Corkscrew Swamp, prop de Naples, Florida.
Hi ha altres gèneres d'orquídies que contenen plantes semblants a Àsia, Sud-amèrica i Àfrica. Més informació se'n pot trobar en Jays Internet Orchid Species or Orchid Taxa, referida a aquests continents.
Aquesta és una orquídia en perill d'extinció. Se'n veuen rarament en col·leccions i s'estan venent per un preu elevat. El cultiu d'aquesta orquídia s'ha demostrat un fracàs fora del seu hàbitat. Requereix condicions de cultiu molt especialitzades. Necessita ser conreada a l'exterior en la seua pròpia piscina genètica a més de requerir una humitat alta. Aquesta orquídia s'enumera en l'apèndix II del CITIS i està protegida completament per l'estat de Florida i per lleis federals de protecció.

## Descripció
Aquesta orquídia epífita és una monocotiledònia excepcional, doncs manca de tija i fulles, que es troben reduïdes a escates. Té solament arrels planes, com cordills, verdes. Aquestes arrels s'utilitzen per a l'absorció de la humitat i els seus cloroplasts per a la fotosíntesi. La capa externa, el velam, s'encarrega d'adquirir els nutrients i l'aigua. També protegeix les capes internes.
Aquesta orquídia floreix entre juny i agost, d'una a deu flors amb fragància que obrin alhora. La flor blanca és de 3 a 4 cm d'amplària i de 7 a 9 cm de llarg i es presenta en espiga que s'eleva en tija des de l'arrel. El pètal inferior o label té dues llargues projeccions que es torcen lleument cap avall, i semblen les potes posteriors d'una granota saltant. Les bràctees són escàries, és a dir, fines, seques, membranoses i amb aparença de paper.
Ja que les arrels d'aquesta orquídia es fonen tan bé amb l'arbre, la flor sembla sovint surar enmig de l'aire, d'ací el nom d'"orquídia fantasma".
La pol·linització, l'efectua una arna esfinx gegant, Cocytius antaeus, l'únic insecte local amb la probòscide prou llarga. Respecte a això, és l'equivalent americà de l'orquídia de Madagascar, Angraecum sesquipedale, que dugué Charles Darwin a predir que alguna espècie d'arna, llavors encara desconeguda, seria qui la pol·linitzara. La gent del seu temps en dubtava, però alguns anys van descobrir més aquesta arna o papallona nocturna.

## Curiositats
La planta tenia un paper protagonista en El lladre d'orquídies, i en la pel·lícula basada en el llibre, Adaptation.

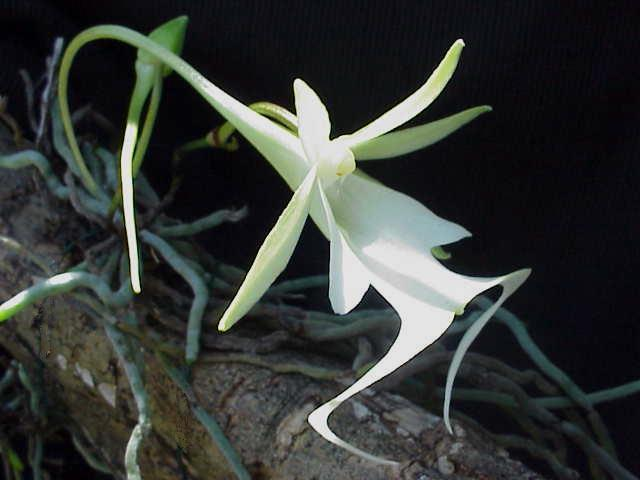
Imágenes por cortesía de Mick Fournier